# SCGB1D2
SCGB1D2 (англ. Secretoglobin family 1D member 2) – білок, який кодується однойменним геном, розташованим у людей на короткому плечі 11-ї хромосоми. Довжина поліпептидного ланцюга білка становить 90 амінокислот, а молекулярна маса — 9 925.
| 10         |  | 20         |  | 30         |  | 40         |  | 50         |
| ---------- |  | ---------- |  | ---------- |  | ---------- |  | ---------- |
| MKLSVCLLLV |  | TLALCCYQAN |  | AEFCPALVSE |  | LLDFFFISEP |  | LFKLSLAKFD |
| APPEAVAAKL |  | GVKRCTDQMS |  | LQKRSLIAEV |  | LVKILKKCSV |  |            |

A: Аланін

C: Цистеїн

D: Аспарагінова кислота

E: Глутамінова кислота

F: Фенілаланін

G: Гліцин

I: Ізолейцин

K: Лізин

L: Лейцин

M: Метіонін

N: Аспарагін

P: Пролін

Q: Глутамін

R: Аргінін

S: Серин

T: Треонін

V: Валін

Секретований назовні.